# 联合国安全理事会第167号决议
联合国安理会167号决议是1961年10月25日在联合国安理会的第971次会议上通过的，决议的内容是审议对毛里塔尼亚加入联合国的申请书，决定建议联合国大会接受毛里塔尼亚加入联合国。阿拉伯联合共和国投反对票，苏联投弃权票。